# Адамбаев, Нуртас Абаевич
Нурта́с Аба́евич Адамба́ев (каз. Нұртас Абайұлы Адамбай; род. 14 декабря 1981, Джамбул, Казахская ССР, СССР) — казахстанский комедийный актёр, шоумен, режиссёр, продюсер и сценарист. Выступал в Высшей лиге КВН за команду «Астана.kz». Известен по ролям в скетчкомах «Кызык радиосы», «Наша KZаша» и «KZландия». Основатель кинокомпании «Нуртас Продакшн».

## Биография
Нуртас Адамбаев родился в городе Джамбул 14 декабря 1981 года. Происходит из рода таракты. В 2002 году окончил Казахский университет международных отношений и мировых языков имени Абылай-хана, диплом с отличием. Продолжительное время выступал в Высшей лиге КВН за сборную Казахстана «Астана.kz».
С 2008 года он снял 5 сезонов скетч-шоу «Наша Казаша» при республиканском телеканале «КТК». «Наша Казаша» — это казахстанский юмористический сериал, который является адаптированным клоном популярного английского скетч-шоу Little Britain. Нуртас выступил в качестве автора сценария, актёра и режиссёра этого сериала. Данное шоу является самым популярным юмористическим телевизионным проектом в Республике Казахстан по сей день.
В 2012 году журнал «Forbes» определил участников проекта «Наша KZаша» на третье место в списке самых богатых представителей шоу-бизнеса Казахстана.
Лауреат Национальной премии «Народный любимец — 2015»
С 2012 года владеет продюсерским центром Nurtas Production.Нуртас Адамбай — генеральный продюсер студии Компания занимается производством рекламных роликов, love-story, телевизионных программ, ситкомов, сериалов, полнометражных фильмов, а также написанием сценариев. Живое выступление команды актёров на корпоративах и прочих праздниках. (проекты «Наша Казаша», «Побег из аула», «Побег из аула — 2», «Побег из аула — 3», «KZландия», «KZландия: Перезагрузка», «Побег из аула: операция махаббат», «Келинка Сабина», «Келинка Сабина-2», «Келинка Сабина-3», «Тараз»).
С 2018 года на экранах были показаны новые фильмы, которые быстро набрали популярность среди казахстанцев, такие как: «Сваты», «Я жених».
Награды компании:
- Гран-при за фильм «Келинка Сабина» на международном кинофестивале International Film Festival for Documentary Short and Comedy Films номинации «Непревзойдённое мастерство» в Индонезии (при поддержке ООН).При бюджете $300 тыс. картина собрала в прокате более $600 тыс.[8]
- Открытие года-2013. Награда от «Седьмого канала».
- Награда от акимата города Алма-Аты за вклад в общественную жизнь страны, а также за поддержку молодёжного движения.

В 2016 году, ещё до выхода в широкий прокат, кинокартина «Тараз» завоевала главные награды фестиваля «Genre Celebration Film Festival» в Лос-Анджелесе, США в номинациях «Лучший драматический фильм» и «Лучшая операторская работа». В 2017 году кинокартина «Тараз» признан победителем в номинациях «Лучший жанровый фильм», «Лучшая мужская роль», «Лучший саундтрек» премии «Выбор критиков» (Алма-Ата). Саундтрек к фильму исполнил казахстанский певец Галымжан Молданазар. Композиция «Сағым», вышедшая в начале 2016 года стала заглавной песней к криминальной драме. В 2017 году стал обладателем премии «режиссёр и кинопродюсер года» по версии L’Officiel Awards 2017.

## Личная жизнь
Дедушка: Адамбаев, Балтабай Абдрахманович.
В 2011 году женился на девушке по имени Галия, родом из Алма-Аты, которая занимается графическим дизайном. 10 декабря 2012 года у пары родился сын Алишер.. Несколько лет супруги были в разводе, в ноябре 2015 года актёр признался, что снова поженились и живут вместе.

## Фильмография
- 2009[16][17] — «Кайрат — чемпион, или Девственник номер один» (фильм, комедия; Казахстан) — Серик
- 2009 — «Откройте дверь — я счастье!» (сериал, комедия; Казахстан — Россия) — Бахыт
- 2010 — «Коктейль для звезды» (комедия; Казахстан) — Клипмейкер
- 2010 — «Рывок» (фильм; Казахстан) — Комментатор
- 2011 — «Побег из аула» (сериал, комедия; Казахстан) — Апщуберов Ербол
- 2012 — «Побег из аула-2» (сериал, комедия; Казахстан) — Апщуберов Ербол
- 2013 — «Побега из аула-3» (сериал, комедия; Казахстан) — Апщуберов Ербол
- 2014 — «Преподы» (сериал, комедия; Казахстан) — Марат
- 2014 — «Келинка Сабина» (фильм, комедия; Казахстан) — Сабина
- 2015 — «Келинка Сабина-2» (фильм, комедия; Казахстан) — Сабина
- 2015 — «Свадьба на троих» (фильм, комедия; Казахстан) — Тимур
- 2015 — «Побег из аула: операция махаббат» (фильм, комедия; Казахстан) — Апщуберов Ербол
- 2016 — «Тараз» (фильм, драма; Казахстан)[9] — Айдар
- 2017 — «Қазақ аруы» (мини-сериал; Казахстан) — камео
- 2018 — «Я — жених» (фильм, комедия) — Тимур
- 2018 — «Кудалар» (фильм, комедия) — главная роль
- 2019 — «Аким» (фильм, комедия) — Азамат
- 2022 — «Келинка Сабина-3» (фильм, комедия) — Сабина

## Телевидение
- c 2008—2012[16] — Наша Казаша — различные роли (см. ниже)
- 2009 — Кызык радиосы
- c 2012 — «KZландия. Перезагрузка»[16] — различные роли (см. ниже)
- 2014 — «Келинка Сабина» (фильм, комедия) — режиссёр фильма
- 2015 — «Побег из аула. Операция «Махаббат»» (фильм, комедия) — режиссёр фильма
- 2016 — «Келинка Сабина 2» (фильм, комедия) — режиссёр фильма
- 2016 — «Тараз» (фильм, драма) — режиссёр фильма
- 2017 — «Лифт» (фильм, психологическая драма с элементами триллера)[18] — режиссёр фильма
- 2017 — «Я — жених» (фильм, комедия) — режиссёр фильма[19]
- 2018 — «Кудалар» (фильм, комедия) — режиссёр фильма
- 2019 — «Аким» (фильм, комедия) — режиссёр фильма
- 2022 — «Келинка Сабина 3» (фильм, комедия) — режиссёр фильма

### Роли в проекте «Наша Казаша»
- Бахтияр Бахтиярович Котшелеков — бизнесмен
- Старший лейтенант Тенгебаев — гаишник-взяточник
- Учитель шала-казахского языка
- Камилла — «чайка»
- Апшуберов Ербол — гопник
- Жозе — гитарист
- Серик Серикович — современный акын
- Тусканов Марат
- Глава семьи Дольшекперовых — отец
- Келинка Сабина